# Gypona quadrella
Gypona quadrella är en insektsart som beskrevs av Delong och Rauno E. Linnavuori 1977. Gypona quadrella ingår i släktet Gypona och familjen dvärgstritar. Inga underarter finns listade i Catalogue of Life.